# Parafia św. Jana Chrzciciela w Bielsku
Parafia pw. Świętego Jana Chrzciciela w Bielsku – parafia należąca do dekanatu bielskiego, diecezji płockiej, metropolii warszawskiej.

## Historia parafii
Została erygowana w XI wieku. W 2019 proboszczem parafii został ks. kan. Jerzy Antoni Zdunkiewicz 

## Miejsca święte

### Kościół parafialny
Obecny kościół parafialny pw. Świętego Jana Chrzciciela, neogotycki został wybudowany w latach 1909–1912 według projektu architekta Józefa Dziekońskiego.